# Glomus kerguelense
Glomus kerguelense är en svampart som beskrevs av Dalpé & Strullu 2002. Glomus kerguelense ingår i släktet Glomus och familjen Glomeraceae.   Inga underarter finns listade i Catalogue of Life.